# 이진희 (정치인)
이진희(李振羲, 경상북도 청도군 1932년 9월 13일 ~ )는 대한민국의 언론인 출신 정치인이다. 제5공화국에서 문공부 장관을 지냈다.

## 생애
서울대학교를 나온 후 신문사 기자로 근무하다가, 제9대 국회의원 선거에서 유신정우회 소속으로 제9대 국회의원이 되었다. 12·12 군사 반란 이후 MBC 문화방송 사장 겸 경향신문 사장 등에 임명되었으며, 1982년부터 3년간 문화공보부 장관을 지냈다.
1980년 신군부가 언론인을 강제해직하고 언론사를 통폐합한 것과 관련하여 1989년에 허문도 등과 함께 해직 언론인들에게 고소당한 바 있으나, 무혐의로 불기소 처분되었다.

## 약력
- 1958년 : 경향신문 신문기자(인터넷 없던 시기)
- 1960년 : 동아일보 정치부 기자 이적
- 1968년 : 서울신문 정치부 기자 이적
- 1971년 : 서울신문 정치부 부장
- 1973년 : 제9대 국회의원 (유신정우회)
- 1979년 : 서울신문 이사장 겸 객원주필위원
- 1980년 : 문화방송 사장 겸 경향신문 사장
- 1980년 : 국가보위입법회의 의원
- 1982년 : 문화방송 사장
- 1982년 : 문화공보부 장관
- 1985년 : 한국반공연맹 이사장
- 1986년 : 서울신문 사장
- 1986년 : 한국신문협회 회장

## 학력
- 동래고등학교 졸업
- 서울대학교 법과대학 학사

## 가족 관계
- 동생 : 이상희 (1938년 9월 1일 ~ 2023년 9월 13일)

## 역대 선거 결과
| 실시년도 | 선거 | 대수 | 직책     | 선거구           | 정당       | 득표수 | 득표율      | 순위 | 당락 | 비고 |
| -------- | ---- | ---- | -------- | ---------------- | ---------- | ------ | ----------- | ---- | ---- | ---- |
| 1973년   | 총선 | 9대  | 국회의원 | 통일주체국민회의 | 유신정우회 |        | \| \| 0% \| | 지명 |      | 초선 |
|          | 0%   |      |          |                  |            |        |             |      |      |      |